# Francisco Giralte
Francisco Giralte (Palencia?, 1510 - Madrid, 1576) fue un escultor español del Renacimiento. 

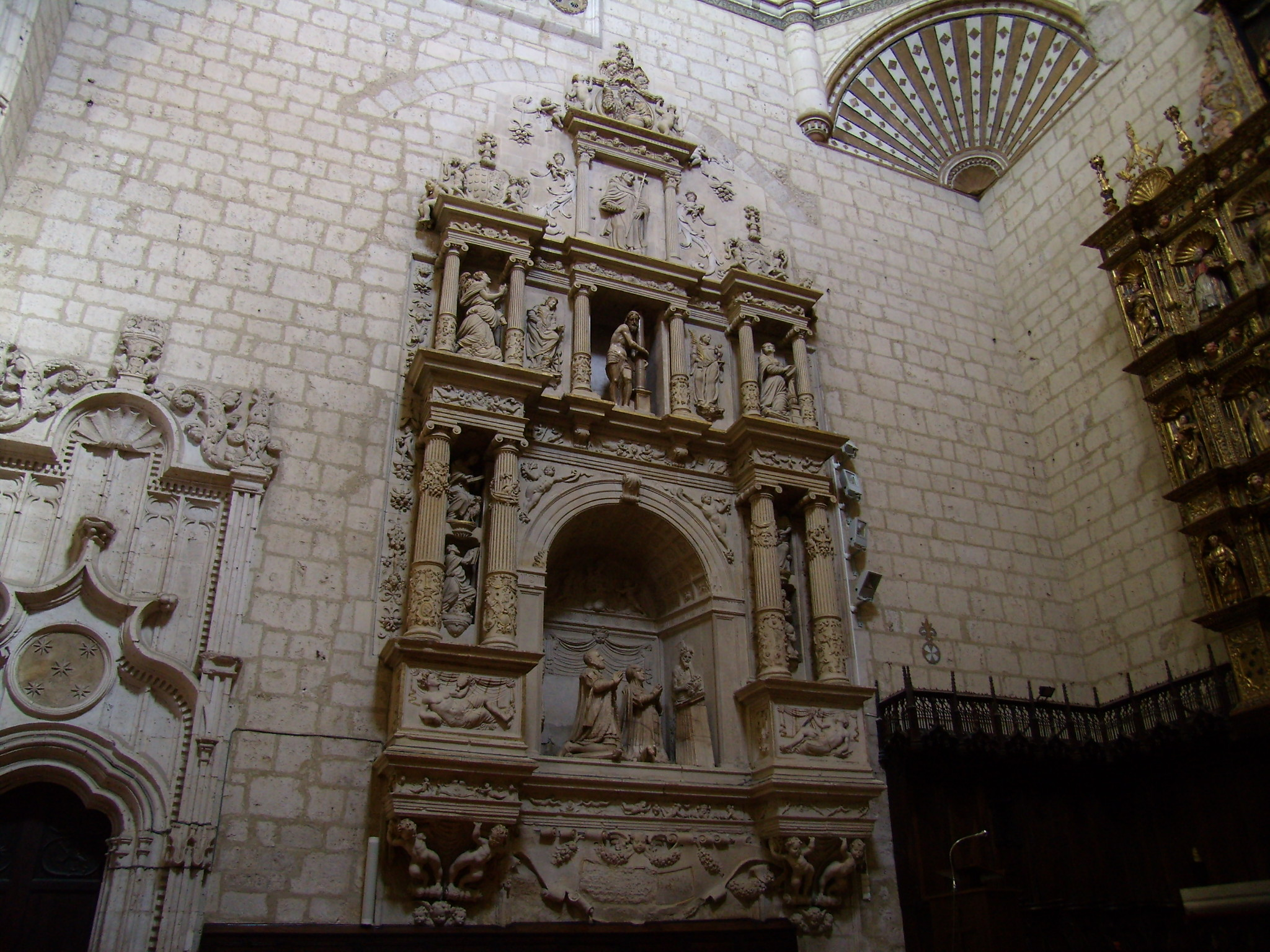
Mausoleo de los Marqueses de Poza, en la iglesia de san Pablo de Palencia, obra de Francisco Giralte.

## Biografía
Se formó en la escuela palentina de escultura, muy floreciente durante los siglos XV y XVI. Parece que fue discípulo, primero, y colaborador más tarde, de Alonso Berruguete, con quien trabajó en el coro de la Catedral de Toledo. 
En solitario, realizó un retablo para la iglesia vallisoletana de la Magdalena y otro retablo (de la Piedad) que se conserva en el Museo diocesano de Valladolid. Se le atribuyen asimismo varios retablos y esculturas conservados hoy en la catedral de Palencia y el museo parroquial de Paredes de Nava (Virgen con el Niño), y el suntuoso mausoleo de los marqueses de Poza, en la iglesia de san Pablo de Palencia, así como otras obras, como los retablos de la iglesia de san Pedro de Cisneros, el de Villarmentero de Campos, o los relieves del retablo mayor de la iglesia de Cozuelos de Ojeda, atribuibles a su taller. También se considera suyo el paso procesional de La entrada triunfal de Jesús en Jerusalén que desfila en el Domingo de Ramos en Valladolid.
Instalado en Madrid, trabajó en el retablo de la Capilla del Obispo, por encargo de Gutierre de Vargas Carvajal, obispo de Plasencia (Cáceres), realizando también, según la mayoría de estudiosos, los cenotafios de este mecenas y de sus progenitores, conservados en la misma capilla. El conjunto se considera su obra maestra. También trabajó en el retablo mayor de la basílica de la Asunción de Colmenar Viejo, muy dañado durante la guerra civil española. En esta etapa madrileña contrató también un retablo para la iglesia de san Eutropio de El Espinar (Segovia), aunque al menos en parte es obra de sus ayudantes. Posteriormente trabajó en Plasencia en la estatua del sucesor de don Gutierre en el obispado, Pedro Ponce de León.
Su estilo deriva del de su maestro Berruguete, al que sigue en sus figuras contorsionadas y de rostros muy expresivos, rayando en el patetismo, aunque Giralte atempera en muchas de sus obras estas características otorgando a sus modelos mayor serenidad. Gusta de paños muy revueltos y drapeados, que resaltan la anatomía de las figuras. Sus retablos, como el de la capilla del Obispo, son abigarrados y tendentes a la exuberancia decorativa y el horror vacui, muy en la línea del Manierismo que triunfaba en la época, y comparables en ciertos aspectos a los del otro gran maestro castellano, Juan de Juni.

## La Capilla del Obispo

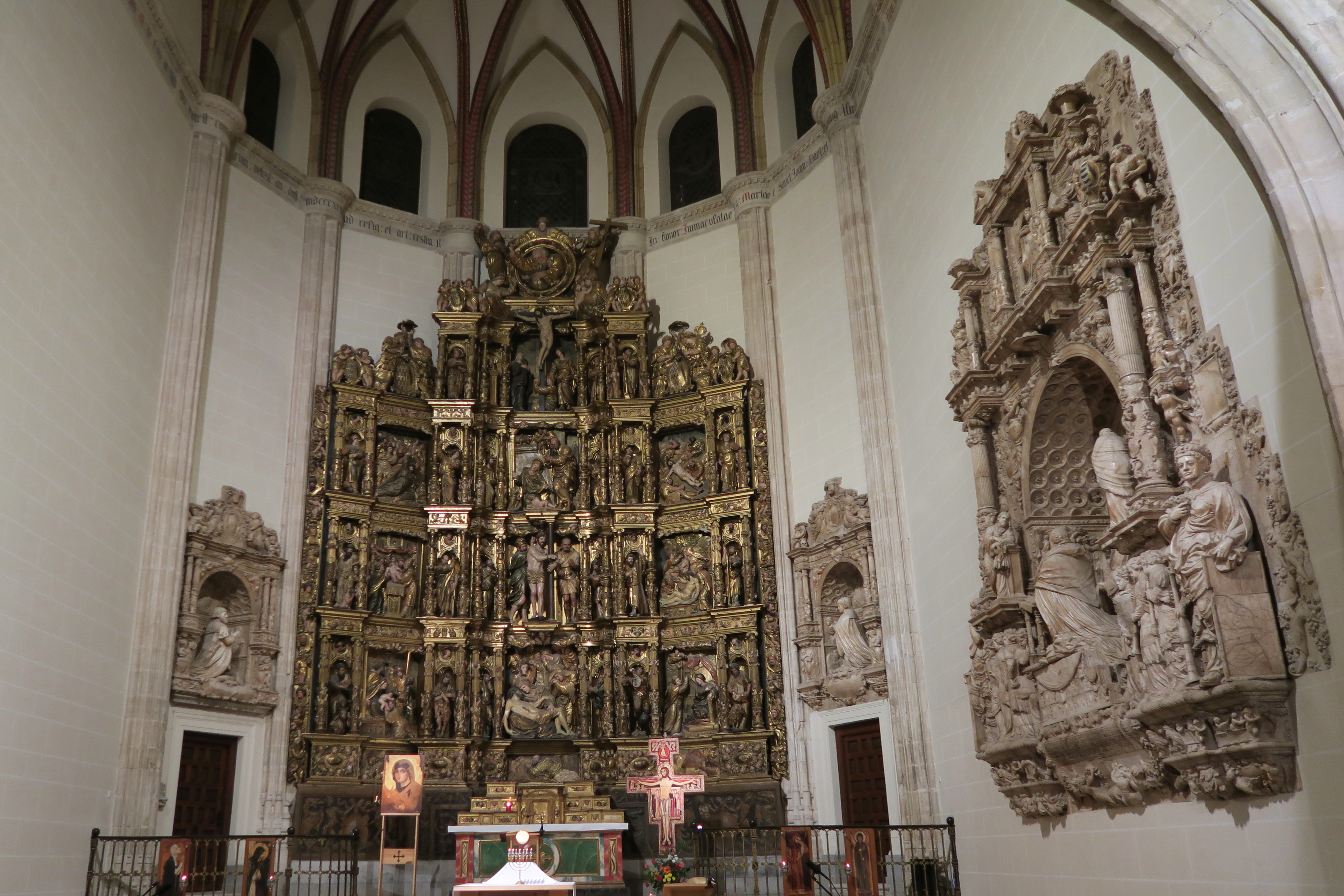
Imagen de conjunto de la Parroquia de Ntra. Sra. y San Juan de Letrán, más conocida como "Capilla del Obispo".

La Capilla del Obispo se conoce con este nombre por ser el obispo de Plasencia Gutierre de Carvajal y Vargas su mecenas, pero su nombre real es iglesia de Nuestra Señora y San Juan de Letrán, como reza en la fachada. Se encuentra situada en la plaza de la Paja, en el barrio de San Andrés de Madrid. 
El grueso decorativo de esta capilla es obra de Francisco Giralte, discípulo aventajado de Alonso de Berruguete, que no habría podido encargarse de este proyecto personalmente. La primera pieza que conforma este conjunto escultórico es la puerta de entrada a la propia capilla. Realizada en madera de nogal, su decoración plateresca combina escenas sacras en casetones con figuras profanas, así como grutescos y decoración a candelieri, motivos característicos de esta etapa. Esta puerta es ya en sí misma, prueba evidente de la destreza escultórica de Giralte. 
En el interior de la capilla, se encuentra en primer lugar el retablo mayor. Es uno de los retablos del XVI mejor conservados y más importantes conservados en Madrid. De nuevo la maestría del artista en el tratamiento de las figuras se hace evidente. La escena más llamativa quizá sea la Piedad, ubicada en la calle central, justo encima del sotabanco. El escorzo de la figura de Cristo, así como la recreación del artista en la musculatura, hacen pensar en la obra Miguel Ángel. El retablo recoge distintas escenas de la vida de Cristo que se distribuyen por calles y cuerpos de forma aparentemente aleatoria; no parecen seguir un orden narrativo lógico. En la parte superior, encima del Calvario, la figura de Dios Padre rodeado de las virtudes corona el retablo. 
Los cenotafios que decoran las paredes de la capilla, son quizá lo más significativo. Dos se encuentran situados junto al retablo mayor, son los padres del obispo Gutierre y quienes verdaderamente comenzaron con el proyecto de construcción de la capilla. A la izquierda del retablo el cenotafio de Francisco Vargas y a la izquierda el de su esposa, doña Inés de Carvajal. Ambos se encuentran arrodillados, mirando hacia el altar. Sin embargo, el cenotafio más monumental e imponente es el del obispo Gutierre Carvajal y Vargas. Aparece igualmente arrodillado, mirando en la misma dirección, de fondo, un relieve representa a modo de espejo la oración en el Huerto de los Olivos, estableciendo así un paralelismo entre ambas escenas. Alrededor del obispo tres figuras portan los atributos episcopales. Todo el cenotafio está decorado con pequeñas esculturas, el desarrollo arquitectónico del mismo es igualmente estimable.